# Hans Baltisberger
Hans Baltisberger, né le 10 septembre 1922 et mort le 26 août 1956 à Brno, était un pilote de moto professionnel allemand de Grand Prix,.